# Lostwithiel (stacja kolejowa)
 Lostwithiel – stacja kolejowa w miejscowości Lostwithiel na linii Cornish Main Line. Na stacji zatrzymują się niektóre pociągi pośpieszne HST. 

## Ruch pasażerski
Stacja w Lostwithiel obsługuje ok. 61 534 pasażerów rocznie (dane za rok 2021/2022). Posiada bezpośrednie połączenia lokalne z Penzance, Plymouth, Exeterem, Bodmin.